# Gnomeskelus terreus
Gnomeskelus terreus är en mångfotingart som beskrevs av Carl Graf Attems 1928. Gnomeskelus terreus ingår i släktet Gnomeskelus och familjen Dalodesmidae. Inga underarter finns listade i Catalogue of Life.